# タラベラ・ラ・レアル空軍基地
タラベラ・ラ・レアル空軍基地（スペイン語：Base Aérea de Talavera la Real）は、スペイン・エストレマドゥーラ州バダホス県バダホス郊外東15kmのタラベラ・ラ・レアル近郊に所在するスペイン空軍の飛行場。

## 概要
飛行場の起源は1913年にバダホスにファルマン飛行機が訪れたことから始まる。しかし、1930年代まで飛行場は出来ず「ラス・バルドカス（Las Bardocas）」に最初の飛行場が建設され周辺との定期飛行が実施される。スペイン内戦中はパイロット学校として機能しており、戦後は新しい位置に滑走路を設けるべく探索された。その後、バダホス郊外のグアディアナ川流域一帯はバダホス計画（es:Plan Badajoz）の下で農業用地として整備される。そして、1950年代初期にアメリカ合衆国との間で軍事協力協定が締結されるのを機に空軍基地として利用されることとなる。1953年にジェット機学校が開設される。飛行場は当初、2本の滑走路を有していたが現在は1本に絞り2,800メートルに拡張し、そしてバダホス空港として軍民共用化がなされている。
スペイン空軍はここにノースロップ F-5戦闘機を装備する第23航空団を第2滑走路の側に配置し戦闘機パイロットを教育している。
EADS CASAコンソーシアムはタラベラ空軍基地が欧州内主要航空基地内から選定されたユーロトレーニング・プロジェクト本拠地の一部としてタラベラ欧州ユーロファイター学校（TEFS）と称する計画を公表する。これにより基地は、ユーロファイター タイフーン多用途戦闘機を導入する欧州4カ国の戦闘機パイロット養成を目的とする、3箇所の拠点のうちの一つとなる。

## 配置部隊
- 第23航空団